# ヴィルヘルム・アルベルト (ウラッハ公)
ヴィルヘルム・アルベルト・フュルスト・フォン・ウラッハ・グラーフ・フォン・ヴュルテンベルク（ドイツ語: Wilhelm Albert Fürst von Urach Graf von Württemberg, 1957年8月9日 - ）は、ウラッハ家家長。リトアニア国王ミンダウガス2世の孫にあたる。

## 経歴
ウラッハ公子エーバーハルト（ミンダウガス2世の四男）とその妻のトゥルン・ウント・タクシス侯女イニガの次男（第4子）としてゼースハウプト近郊のホーエンベルク城で生まれた。
1991年に兄カール・アンゼルムが貴賤結婚により継承権を放棄したことで、ヴィルヘルム・アルベルトが家長位を継承した。

## 結婚と子女
1992年2月1日、オランダ・リンブルフ州の村リンブルフにおいて、カレン・フォン・ブラウチッヒ（Karen von Brauchitsch）と結婚し、1男2女を儲けた。
- カール・フィリップ（1992年6月6日 - ）
- アレクサンドラ＝シャルロッテ（1994年2月18日 - ）
- ルイーザ・アントニア（1996年2月12日 - ）